# Pomniki przyrody w gminie Gietrzwałd
Na terenie gminy Gietrzwałd znajduje się 30 pomników przyrody ożywionej i 2 nieożywionej:
| Nr  | Lokalizacja                                                          | Forma             | Nazwa                              | Obwód przy powołaniu [cm] | Nr ew. | Rok uznania | Zdjęcie |
| --- | -------------------------------------------------------------------- | ----------------- | ---------------------------------- | ------------------------- | ------ | ----------- | ------- |
| 1.  | Łęguty cmentarz przy kościele ewangelickim                           | grupa drzew       | 2 lipy drobnolistne                | 340 i 425                 | 95     | 1952        |         |
| 2.  | Grazymy przy drodze do Rapat                                         | głaz narzutowy    | szary granitognejs                 | 800                       | 264    | 1961        |         |
| 3.  | Grazymy 150 m od drogi do Rapat                                      | pojedyncze drzewo | dąb szypułkowy                     | 480                       | 310    | 1975        |         |
| 4.  | leśnictwo Laski oddz. 93k                                            | głaz narzutowy    | głaz narzutowy                     | 500                       | 405    | 1975        |         |
| 5.  | przy drodze krajowej nr 16 Ostróda-Olsztyn, 500 m od lotniska Dajtki | grupa drzew       | 2 dęby szypułkowe                  | 350                       | 405    | 1984        |         |
| 6.  | przy drodze Kudypy-Gronity, koło Nadleśnictwa                        | grupa drzew       | 2 dęby szypułkowe                  | 370 i 520                 | 406    | 1984        |         |
| 7.  | leśnictwo Mitelki oddz. 50b                                          | grupa drzew       | 3 modrzewie europejskie            | od 320 do 362             | 442    | 1986        |         |
| 8.  | leśnictwo Białe Błota oddz. 290f, przy drodze leśnej                 | pojedyncze drzewo | sosna zwyczajna                    | 340                       | 443    | 1986        |         |
| 9.  | Grazymy SW część parku Domu Pomocy Społecznej                        | pojedyncze drzewo | lipa drobnolistna                  | 510                       | 444    | 1986        |         |
| 10. | SE brzeg jaziora Łęguty                                              | pojedyncze drzewo | dąb szypułkowy                     | 360                       | 445    | 1986        |         |
| 11. | Grazymy wzdłuż drogi na zachód                                       | aleja przydrożna  | lipy drobnolistne na odcinku 700 m | od 270 do 400             | 446    | 1986        |         |
| 12. | Kudypy, przy Nadleśnictwie Kudypy                                    | grupa drzew       | 4 dęby szypułkowe                  | od 270 do 360             | 499    | 1989        |         |
| 13. | Biesal przy drodze gminnej                                           | grupa drzew       | 2 klony zwyczajne dąb szypułkowy   | 450 i 530 330             | 536    | 1991        |         |
| 14. | leśnictwo Barduń oddz. 220c                                          | pojedyncze drzewo | sosna pospolita                    | 340                       | 537    | 1991        |         |
| 15. | Podlejki skarpa przy stodole, 130 m od drogi Olsztyn-Ostróda         | pojedyncze drzewo | lipa drobnolistna                  | 440                       | 553    | 1992        |         |
| 16. | przy drodze Woryty-leśniczówka Żelazowice oddz. 104j, k              | aleja śródleśna   | 40 lip drobnolistnych              | od - do 445               | 836    | 1995        |         |
| 17. | Gronity, leśnictwo Stary Dwór oddz. 338                              | pojedyncze drzewo | sosna zwyczajna "Sosna z Gronit"   | 344                       | 960    | 2001        |         |
| 18. | leśnictwo Draby oddz. 113m                                           | pojedyncze drzewo | świerk pospolity                   | 300                       | 1199   | 2004        |         |
| 19. | leśnictwo Draby oddz. 113n                                           | pojedyncze drzewo | dąb szypułkowy                     | 385                       | 1200   | 2004        |         |
| 20. | leśnictwo Draby przy oddz. 149d                                      | pojedyncze drzewo | lipa drobnolistna                  | 490                       | 1201   | 2004        |         |
| 21. | leśnictwo Draby oddz. 159d                                           | pojedyncze drzewo | buk zwyczajny                      | 370                       | 1202   | 2004        |         |
| 22. | leśnictwo Draby oddz. 161c                                           | pojedyncze drzewo | dąb szypułkowy                     | 400                       | 1203   | 2004        |         |
| 23. | leśnictwo Draby oddz. 190h                                           | pojedyncze drzewo | dąb szypułkowy                     | 430                       | 1204   | 2004        |         |
| 24. | leśnictwo Draby oddz. 191a, przy leśniczówce                         | pojedyncze drzewo | dąb szypułkowy                     | 410                       | 1205   | 2004        |         |
| 25. | leśnictwo Barduń oddz. 207d                                          | pojedyncze drzewo | lipa drobnolistna                  | 380                       | 1206   | 2004        |         |
| 26. | leśnictwo Barduń oddz. 182x                                          | pojedyncze drzewo | lipa drobnolistna                  | 515                       | 1207   | 2004        |         |
| 27. | leśnictwo Barduń oddz. 207d                                          | pojedyncze drzewo | dąb bezszypułkowy                  | 405                       | 1208   | 2004        |         |
| 28. | leśnictwo Barduń oddz. 207d                                          | pojedyncze drzewo | dąb bezszypułkowy                  | 383                       | 1209   | 2004        |         |
| 29. | leśnictwo Gąsiory oddz. 274c                                         | pojedyncze drzewo | dąb szypułkowy                     | 283                       | 1211   | 2004        |         |
| 30. | leśnictwo Białe Błota oddz. 290f                                     | pojedyncze drzewo | dąb szypułkowy                     | 380                       | 1212   | 2004        |         |
| 31. | leśnictwo Gąsiory oddz. 293g                                         | pojedyncze drzewo | dąb szypułkowy                     | 400                       | 1213   | 2004        |         |
| 32. | leśnictwo Gąsiory oddz. 312h                                         | pojedyncze drzewo | dąb szypułkowy                     | 450                       | 1214   | 2004        |         |